# Duitse volleybalploeg (mannen)

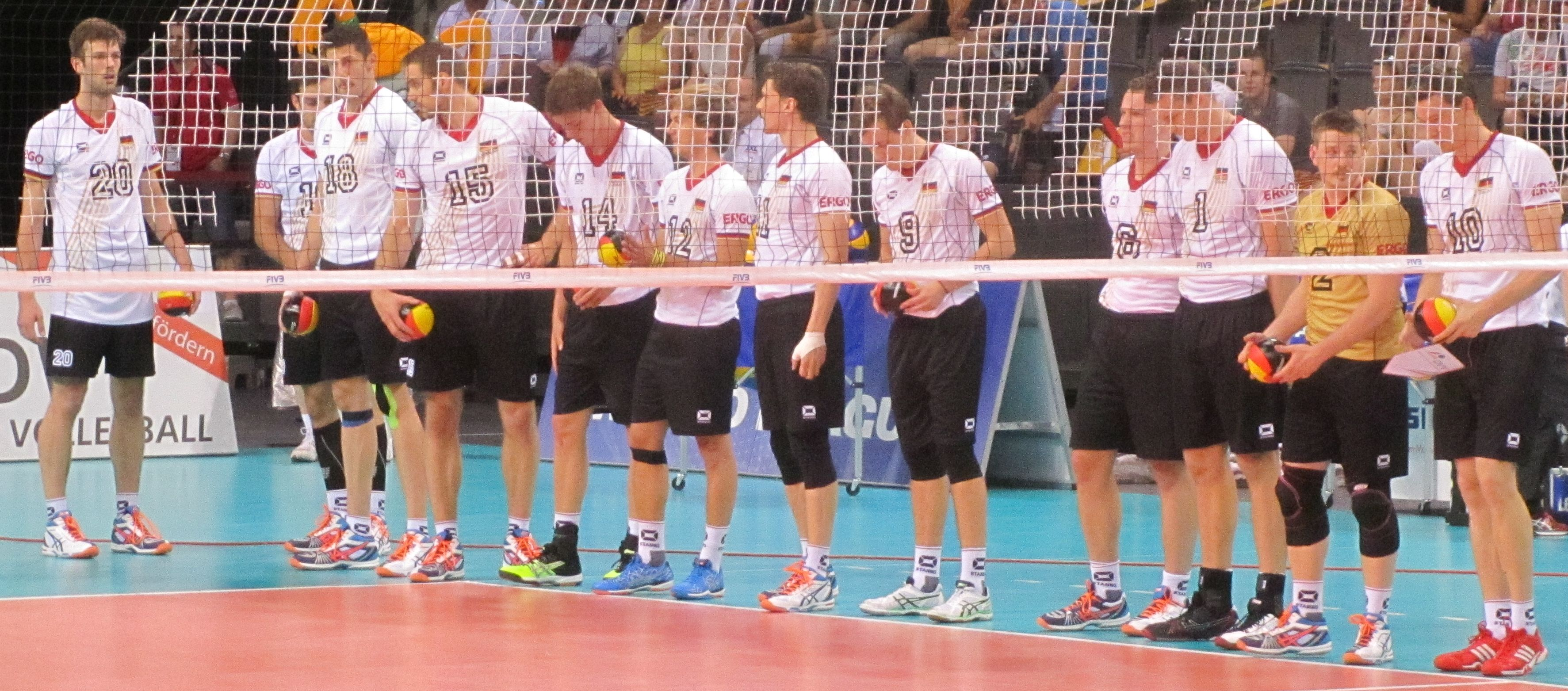
Duitse herenvolleybalploeg in 2014

De Duitse herenvolleybalploeg is de vertegenwoordigende ploeg van Duitsland op internationaal volleybalniveau. Het team deed mee met de Olympische Spelen van 2008 in Peking.

## Selectie
Trainer:  Vital Heynen
| No. | Naam             | Club                 | Land |
| --- | ---------------- | -------------------- | ---- |
| 1   | Marcus Pop       | Marmi Lanza Verona   | ITA  |
| 4   | Simon Tischer    | Iraklis              | GRE  |
| 5   | Brjörn Andrae    | AZS Olsztyn          | POL  |
| 7   | Mark Siebeck     | Halkbank Ankara      | TUR  |
| 8   | Marcus Böhme     | SCC Berlin           | GER  |
| 9   | Stefan Hübner    | Sisley Treviso       | ITA  |
| 10  | Jochen Schöps    | Iskra Odintsovo      | RUS  |
| 11  | Frank Dehne      | Marmi Lanza Verona   | ITA  |
| 12  | Christian Pampel | Gazprom-Jugra Surgut | RUS  |
| 13  | Ralph Bergmann   | Moerser SC           | GER  |
| 14  | Robert Kromm     | Sempre Volley        | ITA  |
| 19  | Thomas Kröger    | VfB Friedrichshafen  | GER  |